# 2011-es kazak labdarúgó-bajnokság (első osztály)
A 2011-es Premjer-Liga a kazak labdarúgó-bajnokság legmagasabb szintű versenyének 20. alkalommal megrendezett bajnoki éve. A pontvadászat 12 csapat részvételével 2011. március 6-án rajtolt, a záró fordulót novemberben rendezik.
A címvédő a Tobil Kosztanaj együttese, mely a 2010-es szezonban fennállása első bajnoki címét ünnepelte.

## A bajnokság rendszere
A pontvadászat 12 csapat részvételével tavaszi-őszi lebonyolításban zajlik, és két fő részből áll: egy alapszakaszból és egy felső- és alsóházi helyosztó rájátszásból. Az alapszakasz során a 12 csapat körmérkőzéses rendszerben mérkőzik meg egymással: minden csapat minden csapattal kétszer játszik, egyszer pályaválasztóként, egyszer pedig vendégként.
Az alapszakasz végső sorrendjét a 22 bajnoki forduló mérkőzéseinek eredményei határozták meg a szerzett összpontszám alapján kialakított rangsor szerint. A mérkőzések győztes csapatai 3 pontot, döntetlen esetén mindkét csapat 1-1 pontot kapott. Vereség esetén nem járt pont.
Azonos összpontszám esetén az alapszakasz sorrendjét az alábbi szempontok alapján határozzák meg:
1. a bajnokságban elért győzelmek száma;
2. a bajnoki mérkőzések gólkülönbsége.

A helyosztó rájátszásokban a csapatok magukkal viszik minden alapszakaszbeli eredményüket, azonban összpontszámaikat megfelezik, és felfele kerekítik. A helyosztó csoportokon belül pedig újra körmérkőzéses rendszerben mérkőznek meg egymással. Minden csapat minden csapattal kétszer játszik, egyszer pályaválasztóként, egyszer pedig vendégként. A helyosztó rájátszás, egyben a bajnokság végső sorrendjét a 32 bajnoki forduló eredményei alapján határozzák meg. A bajnokság első helyezett csapata a felsőházi rájátszásban a legtöbb összpontszámot szerzett egyesület, míg az utolsó helyezett csapat az alsóházi rájátszásban a legkevesebb összpontszámot szerzett egyesület lesz.
Azonos összpontszám esetén a bajnoki sorrendet az alábbi szempontok alapján határozzák meg:
1. az alapszakaszban elért győzelmek száma
2. a bajnoki mérkőzések gólkülönbsége
3. a bajnoki mérkőzéseken szerzett gólok száma

A felsőházi rájátszás győztese lesz a 2011-es kazak bajnok, a 11. és 12. helyezett csapatok pedig kiesnek a másodosztályba.

## Változások a 2010-es szezonhoz képest
Kiesett az élvonalból
- Akzsajik, 11. helyezettként
- Okzsetpesz, 12. helyezettként

Feljutott az élvonalba
- Vosztok Öszkemen, a másodosztály győzteseként
- Kajszar Kizilorda, a másodosztály ezüstérmeseként

## Részt vevő csapatok
| Csapat            | Székhely    | Stadion                         | 2010        |
| ----------------- | ----------- | ------------------------------- | ----------- |
| Aktöbe FK         | Aktöbe      | Központi stadion                | 2.          |
| Atirau FK         | Atirau      | Munajsi Stadion                 | 5.          |
| Jertisz Pavlodar  | Pavlodar    | Központi stadion                | 3.          |
| Kajrat Almati     | Almati      | Központi stadion                | 10.         |
| Kajszar Kizilorda | Kizilorda   | Ganyi Muratbajev Stadion        | 2. (II. o.) |
| Asztana FK1       | Asztana     | Kazsimukan Munaitpaszov Stadion | 4.          |
| Ordabaszi         | Simkent     | Kazsimukan Munaitpaszov Stadion | 8.          |
| Sahter Karagandi  | Karagandi   | Sahter Stadion                  | 6.          |
| Taraz FK          | Taraz       | Központi stadion                | 9.          |
| Tobil Kosztanaj   | Kosztanaj   | Központi stadion                | 1.          |
| Vosztok Öszkemen  | Öszkemen    | Vosztok Stadion                 | 1. (II. o.) |
| Zsetiszu          | Taldikorgan | Zsetiszu Stadion                | 7.          |

Megjegyzés
1. A Lokomotiv Asztana 2011. május 20-án Asztana FK-ra változtatta a nevét.

## A bajnokság állása
| #   | Csapat             | M  | GY | D | V  | G+ – G– | GK  | P  | Megjegyzések                                   |
| --- | ------------------ | -- | -- | - | -- | ------- | --- | -- | ---------------------------------------------- |
| 1.  | Zsetiszu           | 22 | 15 | 4 | 3  | 39–16   | +23 | 49 | 2012–2013-as Bajnokok Ligája – 2. selejtezőkör |
| 2.  | Asztana FKK        | 22 | 13 | 6 | 3  | 35–19   | +16 | 45 | 2012–2013-as Európa-liga – 1. selejtezőkör     |
| 3.  | Sahter Karagandi   | 22 | 13 | 3 | 6  | 35–20   | +15 | 42 | 2012–2013-as Európa-liga – 1. selejtezőkör     |
| 4.  | Aktöbe FK          | 22 | 12 | 5 | 5  | 39–19   | +20 | 41 |                                                |
| 5.  | Jertisz Pavlodar   | 22 | 11 | 3 | 8  | 38–34   | +4  | 36 |                                                |
| 6.  | Ordabaszi Simkent  | 22 | 8  | 7 | 7  | 28–19   | +9  | 31 |                                                |
| 7.  | Tobil KosztanajCV  | 22 | 8  | 3 | 11 | 30–28   | +2  | 27 |                                                |
| 8.  | Taraz FK           | 22 | 6  | 3 | 13 | 15–24   | −9  | 21 |                                                |
| 9.  | Kajrat Almati      | 22 | 5  | 5 | 12 | 20–37   | −17 | 20 |                                                |
| 10. | Atirau FK          | 22 | 4  | 8 | 10 | 15–30   | −15 | 20 |                                                |
| 11. | VosztokÚ           | 22 | 3  | 9 | 10 | 15–32   | −17 | 18 | Birinsi Liga                                   |
| 12. | Kajszar KizilordaÚ | 22 | 4  | 4 | 14 | 13–44   | −31 | 16 | Birinsi Liga                                   |

Utolsó frissítés: 2011. augusztus 3. 
Forrás: lyakhov.kz (oroszul) 
A rangsorolás alapszabályai: 1. a bajnokságban elért pontok összege, 2. a bajnokságban elért győzelmek száma, 3. a bajnoki mérkőzések gólkülönbsége, 4. a bajnoki mérkőzéseken szerzett gólok száma.
1A 2011-es kazah kupa győztese a 2012–2013-as Európa-liga 2. selejtezőkörében indulhat.
(B): Bajnokcsapat, (K): Kieső csapat, (F): Feljutó csapat, (I): Kupainduló, (R): A rájátszás győztese, (KGY): Kupagyőztes

## Eredmények

### Alapszakasz
| Hazai \ Vendég1   | AKT | ASZ | ATI | JER | KRT | KSR | ORD | SAH | TAR | TOB | VOS | ZSE |
| Aktöbe FK         |     | 0–0 | 2–0 | 7–2 | 3–0 | 6–1 | 2–1 | 0–1 | 0–0 | 2–1 | 3–0 | 1–1 |
| Asztana FK        | 1–0 |     | 3–2 | 0–0 | 6–1 | 5–1 | 1–0 | 2–0 | 1–0 | 3–1 | 2–0 | 0–2 |
| Atirau FK         | 1–1 | 0–0 |     | 1–0 | 2–2 | 0–0 | 1–1 | 1–4 | 1–0 | 0–2 | 0–1 | 1–0 |
| Jertisz Pavlodar  | 2–3 | 5–0 | 3–0 |     | 1–1 | 4–1 | 2–0 | 2–1 | 1–0 | 3–2 | 3–1 | 2–3 |
| Kajrat Almati     | 3–0 | 2–3 | 2–0 | 1–3 |     | 0–0 | 0–3 | 2–1 | 1–0 | 0–0 | 1–1 | 0–1 |
| Kajszar Kizilorda | 0–2 | 2–4 | 1–0 | 1–0 | 2–0 |     | 1–2 | 0–1 | 1–0 | 0–3 | 1–1 | 0–4 |
| Ordabaszi Simkent | 0–1 | 1–1 | 1–1 | 3–0 | 2–0 | 1–1 |     | 1–0 | 0–1 | 1–0 | 0–0 | 0–1 |
| Sahter Karagandi  | 1–0 | 0–0 | 0–2 | 3–0 | 4–2 | 2–0 | 2–2 |     | 3–0 | 2–0 | 2–0 | 3–3 |
| Taraz FK          | 0–2 | 1–2 | 3–0 | 0–1 | 1–0 | 1–0 | 1–1 | 0–1 |     | 1–0 | 3–1 | 0–1 |
| Tobil Kosztanaj   | 1–2 | 0–1 | 0–0 | 4–1 | 3–1 | 3–0 | 1–3 | 1–2 | 3–0 |     | 1–0 | 1–0 |
| Vosztok           | 0–0 | 0–0 | 2–2 | 1–2 | 1–0 | 2–0 | 0–4 | 1–2 | 1–1 | 2–2 |     | 0–0 |
| Zsetiszu          | 3–2 | 1–0 | 2–0 | 1–1 | 0–1 | 3–0 | 2–1 | 1–0 | 3–2 | 4–1 | 3–0 |     |

Utolsó felvett mérkőzés dátuma: 2011. augusztus 3. 
Forrás: lyakhov.kz (oroszul) 
1A hazai csapatok a bal oldali oszlopban szerepelnek.
Színek: Zöld = hazai győzelem; Sárga = döntetlen; Piros = vendéggyőzelem.
 

## Lásd még
- 2011-es kazak labdarúgókupa